# 北街街道 (大同市)
北街街道，是中华人民共和国山西省大同市平城区下辖的一个乡镇级行政单位。2021年3月，撤消北街街道。原北街街道的代王府、法华寺、龙园、太阳城、御河北路、御华帝景6个社区居委会为古城街道的行政区域，原北街街道的岳翠园、御馨花城2个社区居委会的行政区域为武定街道的行政区域，原北街街道的崇仁社区居委会的行政区域为鹿苑街道的行政区域。

## 行政区划
北街街道下辖以下地区：
塔寺街社区、西柴市社区、仁和美社区、大有仓社区、十府街社区、皇城街社区和御河北路社区。